# 박영발
박영발(朴榮發 , 1913년 ~ 1954년)은 일제강점기와 미군정 시기의 사회주의 운동가이며 한국 전쟁 중에는 유격전을 지휘했다.

## 생애
경상북도 봉화군 출신이다. 1930년대에 봉화 지역을 중심으로 한 좌익 항일 운동에 뛰어들었다. 이후 1940년대에는 만주에서 항일 운동을 한 것으로 알려졌으며, 이 과정에서 경찰에 체포되었을 때 고문을 받아 1945년 경에는 한쪽 다리를 절고 있었다.
적색노조 운동을 벌이면서 토목노동자 일하던 중 1945년에 태평양 전쟁이 종전되었다. 미군정 초기에 좌익 운동이 활발해졌을 때 조선노동조합전국평의회에서 토목노조위원장을 맡았고, 전평의 집행위원도 겸임했다. 1946년에는 남조선로동당을 창당하여 간부가 되었다.
남로당 활동이 불법화되면서 1947년 경에 월북하였고, 전문일꾼 육성 정책에 따른 박헌영의 추천으로 모스크바의 동방노력자공산대학에도 유학했다. 1950년 발발한 한국 전쟁 초기에 조선인민군이 낙동강 전선까지 남하하였을 때 합법적으로 결성된 조선로동당 전남도당 위원장에 올랐다. 그러나 곧 전세가 역전되어 인민군이 후퇴하면서 전남 지역에 남아 김선우와 함께 유격전을 지휘하게 되었다.
박영발은 한국 전쟁 중 지리산을 거점으로 한 이현상의 남부군 활동을 견제한 인물인 것으로 알려져 있다. 1951년에 남부군의 이현상이 제안한 유격대 개편안을 방준표와 함께 반대하는 등 이현상과는 대치되는 지점에 있었다는 증언이 있다. 1953년에 이현상이 사망하기 직전 제5지구당이 해체될 때도 이현상을 비판하여 평당원으로 강등시키는데 중요한 역할을 했다.

## 최후
19살 때 결혼하여 1947년 나주시 영산포에서 서점 '우리서원'을 운영하던 중에 3살 딸과 임신 5개월째인 부인을 남기고 1950년 입산한 후 박영발 전남도당위원장이 책임을 맡았던 조국출판사의 필경사로서 일한 적이 있는 박남진 선생은, 박영발 전남도당위원장과 은신한 동굴에서 함께 지냈던 박영발 전남도당위원장의 주치의 박 모씨가 1953년 5월 토벌대와의 전투에서 다리에 총상을 입어 이동이 매우 힘겨운 상태였는데 동굴 생활이 장기간 지속되면서 식량이 떨어지고 토벌대의 수색 작전은 비트를 향해 점점 압박해 오자 일행 중에서 비트를 옮겨야 한다는 의견이 자연스럽게 제기되나 총상 탓에 이동이 거의 불가능했던 박영발 전남도당위원장의 주치의 박 모씨는 '장소를 옮기면 혼자 버려지리라'는 극도 불안감에 시달리다가 '혼자 버려지느니 같이 죽자'는 의외 결심하고서 1954년 2월 21일 비트 보초 중 동굴에 있던 박영발 전남도당위원장과 무전사와 비서 이정례를 향해 카빈총으로 30발을 돌연 난사해 박영발 전남도당위원장과 무전사는 즉사했고 비서 이정례가 휴대했던 수류탄을 주치의 박 모씨에게 던져 주치의 박 모씨도 즉사한다. 비서 이정례는 총상과 수류탄 폭발로 말미암은 부상과 허기 탓에 동굴에서 힘겹게 버티다가 익일 22일 식량을 전달하러 온 조국출판사의 나머지 대원인 이주현을 만나 구생한다.
토벌대를 이끈 백선엽은 박영발 전남도당위원장을 공산주의 사상을 대상으로 한 정신력이 대단했던 인물로 평가한 적이 있다.

## 사후
2003년 평양 애국렬사릉에 이현상, 방준표 등과 함께 박영발의 가묘가 설치되어 있는 것이 확인되었다.

## 참고 자료
- 김영택 (2003년 12월). “한국 전쟁기 남한 내 적색 빨치산의 재건과 소멸 (1950.10.5-1954.4.5)”. 《한국근현대사연구》 (제27집): 131쪽.